# Diclorvós
El diclorvos o fosfat de 2,2-diclorovinil dimetil (DDVP) és un compost organofosforat altament volàtil.
Es va fer servir àmpliament com a anithelmíntic veterenari i insecticida per al control de plagues a la llar, en la salut pública i la protecció de productes emmagatzemats. Va conéixer el seu punt àlgid entre principi de la dècada de 1960 i la fi de la dècada de 1990, quan l'ús en va ser limitat per una sospita que fos una substància carcinogènica.
S'utilitza en la molta i la indústria del gra i per al tractament d'una gran varietat d'infeccions per cuc paràsit en els gossos, el bestiar i els éssers humans. Actua contra els insectes tant com un contacte i un verí estomacal. Està disponible en forma d'aerosol i concentrat soluble. També es fan collarets per a mascotes impregnats de plaguicida contra puces.